# Agujaceratops
Agujaceratops là một chi khủng long, được S. Lucas R. Sullivan & Hunt mô tả khoa học năm 2006.